# Товариство порцелянових і фаянсових виробів М. С. Кузнєцова

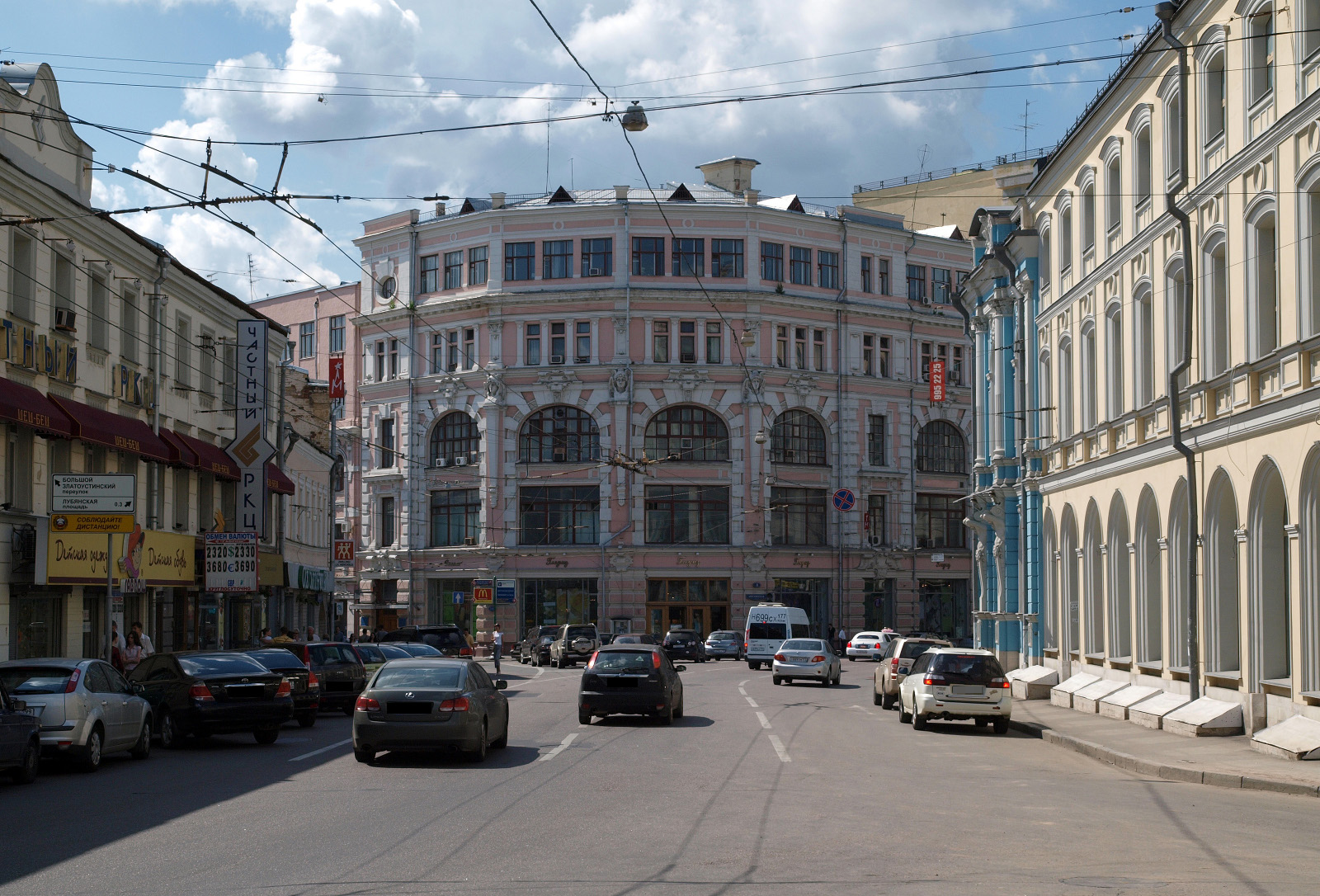
Колишнє приміщення правління «Товариства М. С. Кузнєцова» (М'ясницька вулиця, 8/2, архітектор Ф. О. Шехтель).

«Товариство виробництва порцелянових, фаянсових  М. С. Кузнєцова» (рос. дореф. Товарищество производства фарфоровыхъ и фаянсовыхъ издѣлій М. С. Кузнецова ) - одне з найбільших порцеляно- фаянсових виробництв Російської імперії кінця XIX - початку XX століть. Було засновано в 1889 році російським промисловцем і підприємцем з роду Кузнєцових Матвієм Сидоровичем Кузнєцовим і проіснувало до 1917 року, коли більшість підприємств було націоналізовано 

## Історія

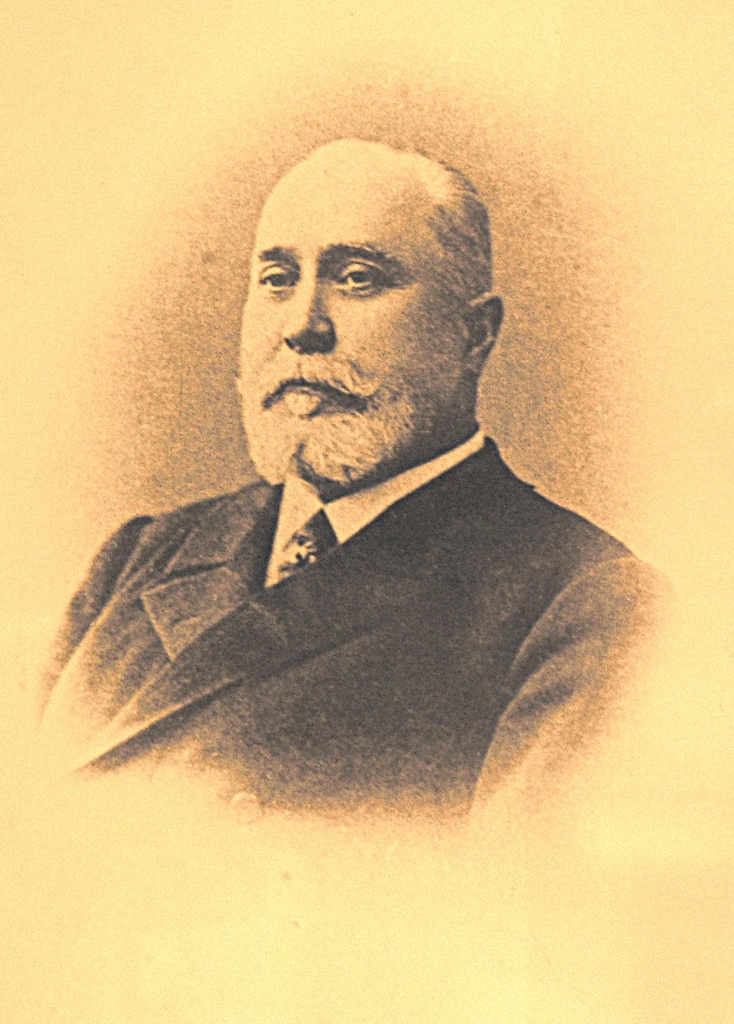
Засновник Товариства Матвій Сидорович Кузнєцов (1911 рок)

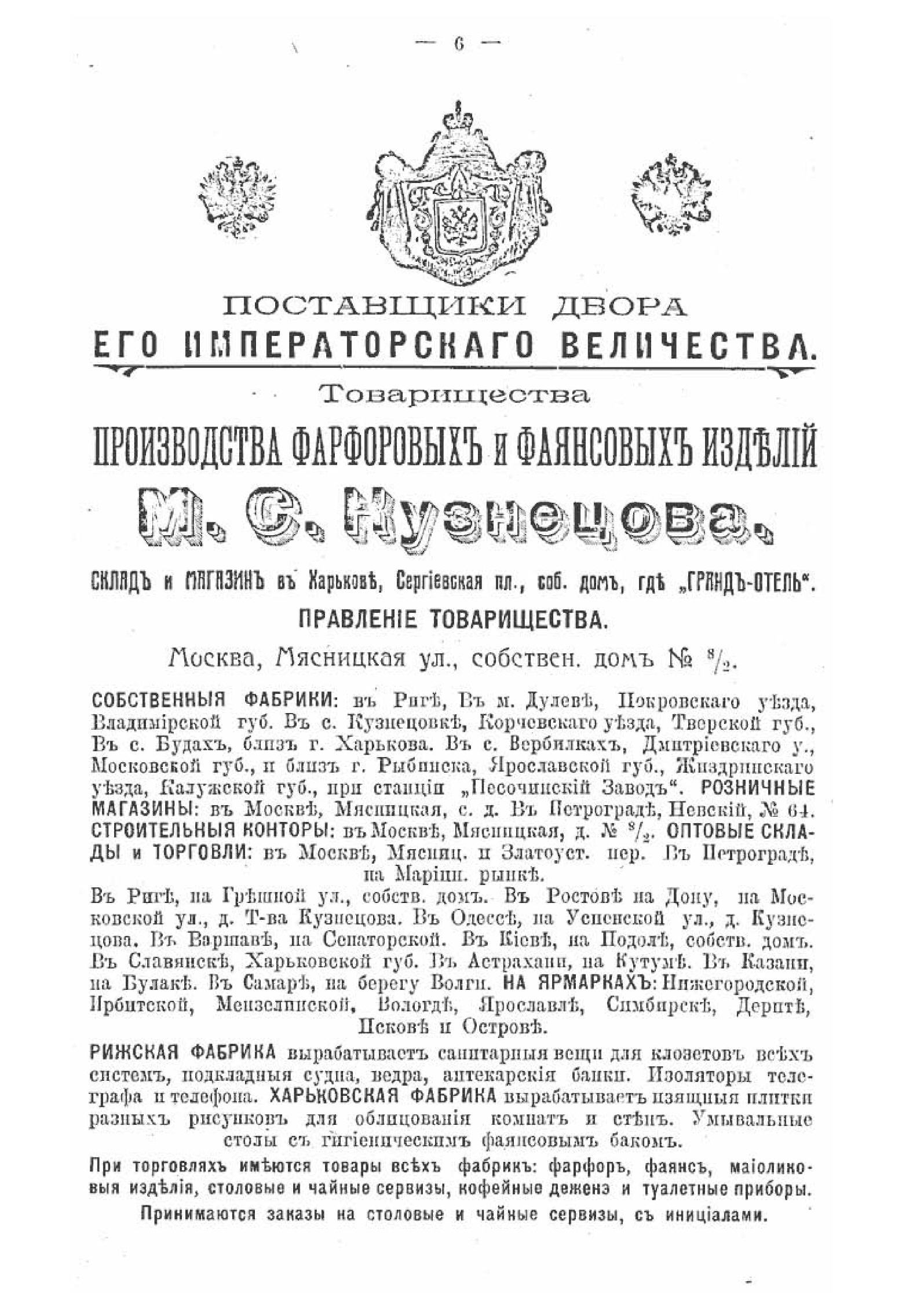
Реклама Товариства Кузнєцова М. С. (1917 рік)

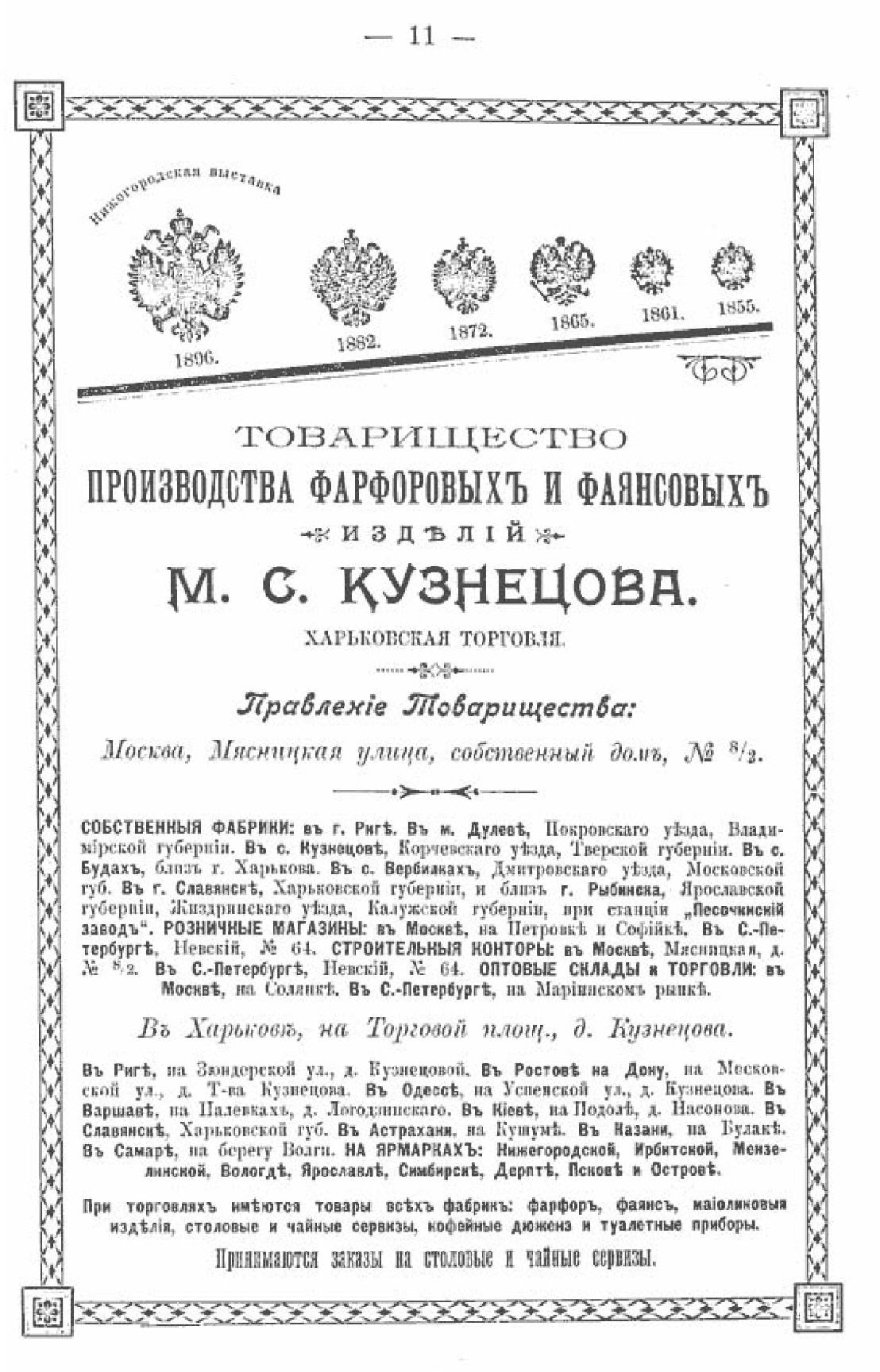
Реклама Товариства Кузнєцова М. С. (1902 рік)

Прадідом М. С. Кузнєцова був Яків Васильович Кузнєцов, який заснував порцелянове виробництво в районі села Гжель в 1812 році. Син Якова Васильовича Терентій Якович Кузнєцов продовжив батьківську справу. У нього, в свою чергу, було три сини Сидор, Онисим та Омелян. Сидор Терентійович заснував в 1841 році Ризьку порцеляно-фаянсову фабрику, яка після його смерті в 1872 році перейшла до його единого сина, Матвія Сидоровича.
У 1887 році М. С. Кузнєцов заснував «Ново-Харківську фабрику М. С. Кузнєцова в селі Буди» (в радянські часи і після відновлення незалежної України «Будянський фаянсовий завод») в селі Буди Харківського повіту, Харківської губернії. 
У 1889 році було створено «Товариство виробництва порцелянових та фаянсових виробів М. С. Кузнєцова» з основним капіталом 3 млн. карбованців. З часом до Товариства увійшло сім заводів з виробництва фаянсових та порцелянових виробів. Правління «Товариства» знаходилося в Москві у власному будинку на М'ясницькій вулиці, 8/2.
У 1891 році Кузнєцов придбав порцелянову фабрику Гарднера в підмосковному селі Вербілки (Дмитровский повіт, Московська губернія), засновану приблизно у 1766 році британським (шотландським) купцем Францем Яковичем Гарднером. 
У 1892 році заснована порцелянова фабрика в Слов'янську (Ізюмський повіт, Харківська губернія). 
У 1894 році Кузнєцов купив фабрику в селі Пісочне (Ярославська губернія), а в 1898 році він купив фабрику в селі Пісочня (Калузька губернія) у родини Мальцових.
На початку XX століття на підприємствах Товариства вироблялося близько 2/3 імперської порцеляни. У 1902 році Кузнєцову було надано почесне звання «Постачальника Двору Його Імператорської Величності». 
У 1903 році основний капітал Товариства становив 3,9 млн. карбованців. У 1913 році капітал було збільшено до 5 млн. карбованців,  баланс становив майже 19 млн. карбованців. Загальна чисельність робітників на підприємствах Товариства сягала 12,5 тис.
У 1918 році (після Жовтневого заколоту 1917 року) всі підприємства Товариства, крім Ризької фабрики (яка стала столицею нової Латвійської республіки), були націоналізовані. 
Серед засновників латвійського «Товариства М.С. Кузнєцова» були: Микола Матвійович - головний директор, Георгій Матвійович - комерційний директор, Сергій Матвійович - завідувач цехом, Михайло Матвійович - директор фабрики шамотних виробів. Старший син М.С.Кузнєцова Олександр Матвійович завідував гончарним заводом, його дочка Олена Олександрівна працювала в мальовничому цеху, а її рідний брат Микола Олександрович, після прибуття з Радянської Росії в 1925 році, завідував відділенням ризького фірмового магазину.
Після окупації Латвії Радянським Союзом у 1940 році підприємство у Ризі було націоналізовано, а Кузнєцових було відсторонено від керування і згодом піддано репресіям. Наприкінці 1940 року директором фабрики призначено Г. Г. Круглова, колишнього хіміка Ризької фабрики. Підприємство стало підкорятися тресту силікатної промисловості наркомату місцевої промисловості Латвійської РСР.

## Заводи і фабрики Товариства
- Ризька порцеляно-фаянсова фабрика (заснована в 1841 році; виробництво фаянсового і порцелянового посуду);
- Дульовський порцеляновий завод (заснований в 1832 році після перенесення порцелянового виробництва з Гжелі; перейшов до М. С. Кузнєцову від батька);
- Порцеляновий завод Ауербаха, пізніше Тверська фабрика (сучасний Конаковський фаянсовий завод, заснований в 1829 році після перенесення з села Домкіно підприємства заснованого у 1809 році; придбано М. С. Кузнєцовим в 1870 році; порцеляна, майоліка, напівфаянс, будівельний матеріал, теракота);
- Ново-Харківська фабрика М. С. Кузнєцова в селі Буди (заснований в 1887 році, виробництво фаянсового і порцелянового посуду). У 2008 припинив існування;
- Порцеляновий завод Ф. Я. Гарднера у Вербілках (заснований в 1766 році, придбано Кузнєцовим в 1891 році, виробництво порцеляни). Сучасний  «Фарфор Вербілок»;
- Порцелянова фабрика в Слов'янську (заснована в 1892 році, виробництво фаянсу)
- Фабрика в селі Пісочній (придбано у 1894 році). В радянські та пострадянські часи Первомайський порцеляновий завод;
- Фабрика в селі Пісочні (придбано у 1898 році, кришталь).

## Продукція
На фабриках «Товариства» виготовлялася порцеляновий, фаянсовий, опаковий і напівфаянсовий посуд;  майолікові і теракотові прикраси для внутрішньої обробки, а також фасадів будинків і церков; майолікові кахлі та деталі для печей і камінів; теракотові фігури і вази. Крім цього, заводи Кузнєцова випускали порцелянові телеграфні і телефонні ізолятори, предмети для електропроводки; фаянсові сантехнічні предмети (чашки, умивальні дошки і ванни), аптекарські банки.

## Товариство Кузнєцова і Україна
Зусиллями Товариства на території сучасної України було засновано два підприємства «Ново-Харківська фабрика М. С. Кузнєцова в селі Буди» (Будянський фаянсовий завод) (1887) та Слов'янський порцеляновий завод (1892).
Крім того Товариству належали у Харкові власний будинок Кузнєцова на Торговому майдані, та у Одесі власний будинок Кузнєцова на Успенській вулиці.

## Див. Також
- Будянський фаянсовий завод
- Дульовський порцеляновий завод